# Elementos pré-textuais
Chama-se de elementos pré-textuais aqueles que precedem o texto dos trabalho acadêmicos, auxiliando sua apresentação, de acordo com padrões pré-estabelecidos. 
A preparação de um trabalho acadêmico, seja ele uma lição de casa, uma pesquisa encomendada por um professor, um artigo, uma monografia, uma dissertação ou uma tese, não pode prescindir de sua apresentação gráfica.
O aspecto visual dos trabalhos apresentados, a estética e a correta utilização de capas, papel, impressão, margens, diagramação, espaçamento e numerações constituem elementos importantes para a avaliação do trabalho tanto quanto o conteúdo propriamente dito.
É importante observar que, não obstante as normas padronizadas da ABNT, instituições de ensino, de pesquisa, editoras, órgãos de governo e agências internacionais, por vezes, possuem suas próprias normas para apresentação de trabalhos devendo nesses casos ser consideradas por quem se interesse em lhes apresentar trabalhos escritos.
Os elementos pré-textuais precisam ser considerados em suas duas dimensões, uma que diz respeito à estética do trabalho e outra que se refere à divisão estrutural das partes do mesmo trabalho.
- Aspectos gráficos do trabalho acadêmico
  1. Papel
  2. Impressão do texto
  3. Formatação do texto
  4. Numeração
  5. Títulos, subtítulos, divisões e parágrafos
- Estrutura do trabalho acadêmico
- Elementos Pré-textuais
  - Capa
  - Lombada
  - Folha de Rosto
  - Folha de Aprovação
  - Dedicatória
  - Agradecimento
  - Epígrafe
  - Resumo vernáculo
  - Resumo estrangeiro (Abstract)
  - Lista de ilustrações
  - Lista de tabelas
  - Lista de abreviaturas e siglas
  - Lista de símbolos
  - Sumário

4. Elementos Textuais
- 1. Introdução
- 2. Desenvolvimento
- 3. Conclusão

5. Elementos pós-textuais
- Referências
- Anexo
- Apêndice
- Glossário
- Índice